# Sent Roman e Sent Clamenç
Sent Róman e Sent Clamenç (en francès Saint-Romain-et-Saint-Clément) és un municipi francès situat al departament de la Dordonya i a la regió de la Nova Aquitània.

## Demografia
| 1962                                       | 1968 | 1975 | 1982 | 1990 | 1999 | 2007 |
| ------------------------------------------ | ---- | ---- | ---- | ---- | ---- | ---- |
| 325                                        | 295  | 260  | 309  | 332  | 358  | 331  |
| Des de 1962: població sense dobles comptes |      |      |      |      |      |      |

## Administració
| Període | Identitat        | Partit |
| ------- | ---------------- | ------ |
| 1997-   | Philippe Lachaud |        |